# KeyBank Center
Il KeyBank Center è un'arena coperta situata nel centro di Buffalo, New York. Ospita le partite dei Buffalo Sabres della NHL e dei Buffalo Bandits della NLL. In passato hanno giocato in quest'arena anche i Buffalo Destroyers dell'Arena Football League, i Buffalo Blizzard della National Professional Soccer League II e i Buffalo Wings della Roller Hockey International.

## Storia
L'arena venne inaugurata il 21 settembre 1996, per sostituire il vecchio Buffalo Memorial Auditorium. Era nota durante la fase di costruzione come Crossroads Arena; tuttavia, una volta ultimata, i diritti di denominazione vennero venduti alla Marine Midland Bank, società parte del gruppo bancario HSBC, e l'arena venne rinominata Marine Midland Arena prima ancora che venne giocata la prima partita. Nel 1999, l'arena cambiò nome per diventare HSBC Arena. Viene informalmente chiamata dai cittadini di Buffalo The Marina e Fort Knox (in riferimento ai proprietari originari dei Sabres, Seymour e Northrup Knox). In seguito all'acquisizione di una parte del gruppo HSBC da parte del gruppo finanziario First Niagara il nome dell'arena è stato modificato nell'agosto 2011.
Il primo concerto che si svolse qui fu un concerto dei Goo Goo Dolls il 28 settembre 1996. Inoltre fu sede del try to shup me up tour di Avril Lavigne il 18 maggio 2003 e vi fu registrato il primo dvd di Avril "my world".
L'HSBC Arena ha inoltre ospitato nel corso degli anni diversi eventi sportivi: il Draft NHL del 1998; il Campionato di basket NCAA nel 2000, 2004 e 2007; il torneo di hockey NCAA Frozen Four nel 2003; diversi eventi di wrestling, tra cui i pay-per-view WWE Great American Bash del 2005 e WWE Armageddon del 2008.
Nel 2011 ospitò il 35º Campionato mondiale di hockey su ghiaccio Under-20, vinto dalla Russia.

## L'incidente del maxischermo
Il 16 novembre 1996, il maxischermo dell'arena prodotto dalla società Daktronics, cadde sul campo da gioco mentre veniva spostato; fortunatamente i giocatori che si stavano allenando erano già rientrati negli spogliatoi e nessuno venne ferito nell'incidente. La partita tra i Sabres e i Boston Bruins, in programma per quella sera, venne rinviata.